# Megalognatha imbecilla
Megalognatha imbecilla es una especie de insecto coleóptero de la familia Chrysomelidae.
Fue descrita científicamente en 1902 por Julius Weise.